# Roberto Stopello
Roberto Stopello es un escritor y guionista venezolano de telenovelas colombo-estadounidenses. Fue vicepresidente de desarrollo de contenido de Telemundo. Es también conocido por su trabajo en la televisora RTI Televisión como autor de La reina del sur y en Argos Comunicación por Señora Acero.

## Trayectoria
Inició su carrera en 2003 al contribuir, junto a Delia Betancourt, como guionistas de la telenovela Amor descarado, basado en la idea de Fernando Aragón y Arnaldo Madrid, libretos que posteriormente fueron usados en la versión de 2016. Stopello fue, durante casi una década, director del departamento de escritores de Telemundo de telenovelas como Aurora, Santa diabla, La casa de al lado, Los herederos Del Monte, Doña Bárbara, ¿Dónde está Elisa?, entre muchas otras.
En 2010, fue adaptador de El clon, versión estadounidense de la telenovela homónima brasileña. Un año después, en 2011, reescribió la serie española Física o química para la versión de Telemundo. Así como también la versión televisiva de la obra de Arturo Pérez-Reverte La reina del sur, junto a Valentina Párraga.
Desde 2014, ha sido el creador de Señora Acero, junto con las hermanas Indira y Amaris Páez, como también con Sergio Mendoza, guionista de Bajo el mismo cielo y Mariposa de barrio. Para la cuarta temporada colaboró al lado de Camilo Hernández, escritor de la telenovela venezolana Un esposo para Estela. La serie tiene una similitud con la vida de la narcotraficante Sandra Ávila Beltrán alias "La reina del Pacífico".
En 2017, regresa como autor principal de la segunda temporada de la La reina del sur, aún basada en la novela homónima.

## Obras

### Historias originales
- Señora Acero (2014-2018) con Indira Páez, Amaris Páez, Camilo Hernández, Sergio Mendoza, José Miguel Núñez, Christian Jiménez, Gabriela Caballero, Luis Miguel Martínez, Juan Manuel Andrade, José Vicente Spataro, José Ramón Menéndez, Arnaldo Limanski, Valentina Saa y Violeta Fonseca.[6]

### Adaptaciones
- Segunda temporada La reina del sur  (2018-19).
- Relaciones peligrosas (2011-12) original de Carlos Montero.[7]
- La reina del sur (2011) con Valentina Párraga, basada en la novela homónima de Arturo Pérez-Reverte.
- El clon (2010) junto a Sandra Velasco, original de Gloria Pérez.
- Amor descarado (2003) con Delia Betancourt, original de Arnaldo Madrid y Fernando Aragón.

### Dirección de escritores
- Santa diabla (2013-14)
- La casa de al lado (2011)
- Los herederos Del Monte (2011)
- Aurora (2010-11)
- El fantasma de Elena (2010-11)
- Alguien te mira (2010-11)
- Ojo por ojo (2010)
- ¿Dónde está Elisa? (2010)
- La diosa coronada (2010)
- Perro amor (2010)
- Más sabe el diablo (2010-11)
- El juramento (2008)
- La traición (2008)
- Doña Bárbara (2008)
- El rostro de Analía (2008)
- Pecados ajenos (2007)
- ¡Anita, no te rajes! (2004)
- La mujer en el espejo (2004)
- Ladrón de corazones (2003)